# Campionati italiani di sci alpino 2011
I Campionati italiani di sci alpino 2011 si sono svolti a Courmayeur, La Thuile e Pila dal 21 al 27 marzo. Il programma ha incluso gare di discesa libera, supergigante, slalom gigante, slalom speciale e supercombinata, tutte sia maschili sia femminili.
Trattandosi di competizioni valide anche ai fini del punteggio FIS, vi hanno partecipato anche sciatori di altre federazioni, senza che questo consentisse loro di concorrere al titolo nazionale italiano.

## Risultati

### Uomini

#### Discesa libera
| Pos. | Atleta            | Nazione  | Tempo   |
| ---- | ----------------- | -------- | ------- |
| 1    | Matteo Marsaglia  | Italia   | 1:25,25 |
| 2    | Hagen Patscheider | Italia   | 1:25,45 |
| 3    | Dominik Paris     | Italia   | 1:25,58 |
| 4    | Mattia Casse      | Italia   | 1:25,80 |
| 5    | Giovanni Borsotti | Italia   | 1:26,13 |
| 6    | Siegmar Klotz     | Italia   | 1:26,18 |
| 7    | Paolo Pangrazzi   | Italia   | 1:26,50 |
| 8    | Mirko Deflorian   | Moldavia | 1:26,49 |
| 9    | Silvano Varettoni | Italia   | 1:26,55 |
| 10   | Stefan Thanei     | Italia   | 1:26,90 |

Data: 23 marzo

Località: La Thuile

#### Supergigante
| Pos. | Atleta            | Nazione | Tempo   |
| ---- | ----------------- | ------- | ------- |
| 1    | Giovanni Borsotti | Italia  | 1:13,61 |
| 2    | Matteo Marsaglia  | Italia  | 1:13,73 |
| 3    | Hagen Patscheider | Italia  | 1:14,01 |
| 4    | Dominik Paris     | Italia  | 1:15,19 |
| 5    | Michael Gufler    | Italia  | 1:15,51 |
| 6    | Stefan Thanei     | Italia  | 1:15,52 |
| 7    | Paolo Pangrazzi   | Italia  | 1:15,69 |
| 8    | Siegmar Klotz     | Italia  | 1:15,94 |
| 9    | Andrea Ravelli    | Italia  | 1:16,09 |
| 10   | Florian Eisath    | Italia  | 1:16,25 |

Data: 25 marzo

Località: La Thuile

#### Slalom gigante
| Pos. | Atleta                | Nazione | Tempo   |
| ---- | --------------------- | ------- | ------- |
| 1    | Florian Eisath        | Italia  | 2:09,17 |
| 2    | Massimiliano Blardone | Italia  | 2:09,32 |
| 3    | Michael Gufler        | Italia  | 2:10,20 |
| 4    | Luca De Aliprandini   | Italia  | 2:10,41 |
| 5    | Matteo Marsaglia      | Italia  | 2:10,48 |
| 6    | Cristian Deville      | Italia  | 2:10,79 |
| 7    | Kurt Pittschieler     | Italia  | 2:10,92 |
| 8    | Jonas Senoner         | Italia  | 2:10,93 |
| 9    | Omar Longhi           | Italia  | 2:11,08 |
| 10   | Stefano Gross         | Italia  | 2:11,23 |

Data: 26 marzo

Località: La Thuile

#### Slalom speciale
| Pos. | Atleta               | Nazione | Tempo   |
| ---- | -------------------- | ------- | ------- |
| 1    | Giuliano Razzoli     | Italia  | 1:30,57 |
| 2    | Cristian Deville     | Italia  | 1:31,40 |
| 3    | Patrick Thaler       | Italia  | 1:32,58 |
| 4    | Roberto Nani         | Italia  | 1:32,74 |
| 5    | Thierry Marguerettaz | Italia  | 1:33,96 |
| 6    | Matteo Marsaglia     | Italia  | 1:34,00 |
| 7    | Giulio Bosca         | Italia  | 1:34,22 |
| 8    | Kurt Pittschieler    | Italia  | 1:34,24 |
| 9    | Andrea Dorotei       | Italia  | 1:34,51 |
| 10   | Matthias Thaler      | Italia  | 1:34,63 |

Data: 27 marzo

Località: La Thuile

#### Supercombinata
| Pos. | Atleta            | Nazione | Tempo   |
| ---- | ----------------- | ------- | ------- |
| 1    | Mattia Casse      | Italia  | 2:02,39 |
| 2    | Matteo Marsaglia  | Italia  | 2:02,56 |
| 3    | Giovanni Borsotti | Italia  | 2:02,81 |
| 4    | Paolo Pangrazzi   | Italia  | 2:02,88 |
| 5    | Dominik Paris     | Italia  | 2:03,13 |
| 6    | Hagen Patscheider | Italia  | 2:03,37 |
| 7    | Siegmar Klotz     | Italia  | 2:03,47 |
| 8    | Giulio Bosca      | Italia  | 2:04,15 |
| 9    | Elmar Hofer       | Italia  | 2:04,38 |
| 10   | Silvano Varettoni | Italia  | 2:04,66 |

Data: 24 marzo

Località: La Thuile

### Donne

#### Discesa libera
| Pos. | Atleta                | Nazione | Tempo   |
| ---- | --------------------- | ------- | ------- |
| 1    | Elena Fanchini        | Italia  | 1:29,19 |
| 2    | Camilla Borsotti      | Italia  | 1:29,62 |
| 3    | Francesca Marsaglia   | Italia  | 1:29,77 |
| 4    | Hilary Longhini       | Italia  | 1:30,19 |
| 5    | Elena Curtoni         | Italia  | 1:30,20 |
| 6    | Lisa Magdalena Agerer | Italia  | 1:30,55 |
| 7    | Enrica Cipriani       | Italia  | 1:30,68 |
| 8    | Verena Stuffer        | Italia  | 1:31,11 |
| 9    | Janina Schenk         | Italia  | 1:31,21 |
| 10   | Sabrina Fanchini      | Italia  | 1:31,25 |

Data: 23 marzo

Località: Pila

#### Supergigante
| Pos. | Atleta                | Nazione | Tempo   |
| ---- | --------------------- | ------- | ------- |
| 1    | Hilary Longhini       | Italia  | 1:19,64 |
| 2    | Camilla Borsotti      | Italia  | 1:19,80 |
| 3    | Johanna Schnarf       | Italia  | 1:19,90 |
| 4    | Francesca Marsaglia   | Italia  | 1:19,95 |
| 5    | Enrica Cipriani       | Italia  | 1:20,28 |
| 5    | Elena Curtoni         | Italia  | 1:20,28 |
| 7    | Verena Stuffer        | Italia  | 1:20,43 |
| 8    | Lisa Magdalena Agerer | Italia  | 1:20,70 |
| 9    | Sabrina Fanchini      | Italia  | 1:20,75 |
| 10   | Elena Fanchini        | Italia  | 1:20,84 |

Data: 25 marzo

Località: Pila

#### Slalom gigante
| Pos. | Atleta                | Nazione | Tempo   |
| ---- | --------------------- | ------- | ------- |
| 1    | Federica Brignone     | Italia  | 2:34,05 |
| 2    | Denise Karbon         | Italia  | 2:35,12 |
| 3    | Giulia Gianesini      | Italia  | 2:36,03 |
| 4    | Lisa Magdalena Agerer | Italia  | 2:36,32 |
| 5    | Anna Hofer            | Italia  | 2:37,51 |
| 6    | Francesca Marsaglia   | Italia  | 2:37,83 |
| 7    | Sabrina Fanchini      | Italia  | 2:38,10 |
| 8    | María José Rienda     | Spagna  | 2:38,51 |
| 9    | Sarah Pardeller       | Italia  | 2:38,62 |
| 10   | Camilla Borsotti      | Italia  | 2:38,76 |

Data: 26 marzo

Località: Courmayeur

#### Slalom speciale
| Pos. | Atleta             | Nazione | Tempo   |
| ---- | ------------------ | ------- | ------- |
| 1    | Chiara Costazza    | Italia  | 1:28,63 |
| 2    | Federica Brignone  | Italia  | 1:28,97 |
| 3    | Irene Curtoni      | Italia  | 1:29,29 |
| 4    | Johanna Schnarf    | Italia  | 1:29,61 |
| 5    | Elena Curtoni      | Italia  | 1:30,06 |
| 6    | Sarah Pardeller    | Italia  | 1:30,44 |
| 7    | Chiara Carratu     | Italia  | 1:30,51 |
| 8    | Karen Persyn       | Belgio  | 1:31,06 |
| 9    | Daniela Merighetti | Italia  | 1:31,07 |
| 10   | Nicole Gius        | Italia  | 1:31,41 |

Data: 27 marzo

Località: Courmayeur

#### Supercombinata
| Pos. | Atleta                | Nazione | Tempo   |
| ---- | --------------------- | ------- | ------- |
| 1    | Elena Curtoni         | Italia  | 2:12,50 |
| 2    | Federica Brignone     | Italia  | 2:12,94 |
| 3    | Sabrina Fanchini      | Italia  | 2:13,06 |
| 4    | Lisa Magdalena Agerer | Italia  | 2:13,50 |
| 5    | Enrica Cipriani       | Italia  | 2:13,58 |
| 5    | Francesca Marsaglia   | Italia  | 2:13,58 |
| 7    | Camilla Borsotti      | Italia  | 2:13,76 |
| 8    | Elena Fanchini        | Italia  | 2:14,17 |
| 9    | Giulia Gianesini      | Italia  | 2:14,63 |
| 10   | Chiara Carratu        | Italia  | 2:15,35 |

Data: 24 marzo

Località: Pila